# Монте (Швейцария)
Монте (Monthey) — община в Швейцарии, кантон Вале. Главный город одноимённого округа. С 11 века город находился под властью Савойского дома и управлялся вицедоминусами и майордомами. Монти является важным промышленным городом кантона Вале. Здесь расположены многие химические фабрики, главные из которых BASF, Syngenta и Novartis. Предприятие Bolliger & Mabillard конструирует по всему миру американские горки.